# Лагуна

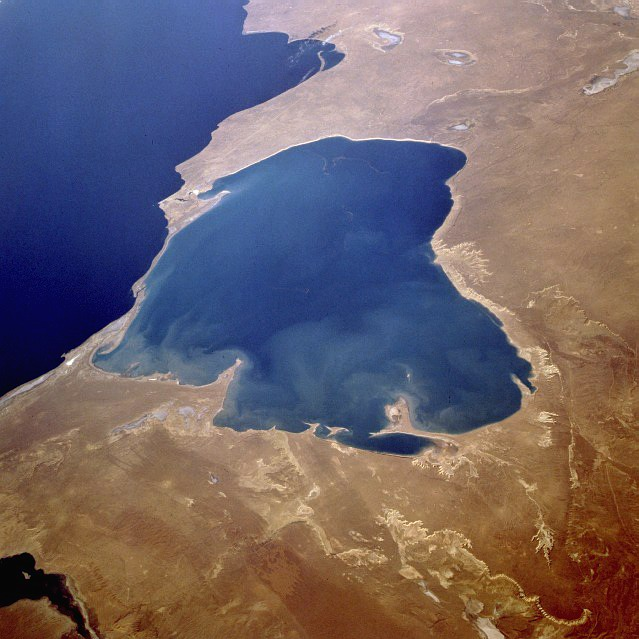
Затока-лагуна Кара-Богаз-Гол (Каспій)
Супутникове фото.

Лагу́на — мілководна частина океану (моря), відділена від нього баром, косою, кораловим рифом і часто з'єднана з ним вузькою протокою. Зустрічається всередині атола.
Від заток лагуни відрізняються більшим ступенем ізольованості від моря. Затоки звичайно вільно сполучаються (з'єднані) з морем. Через це на солоність заток, характер їх відкладів тощо море впливає безпосередньо. Лагуни звичайно з'єднані з морем протоками, але іноді відокремлені береговими валами, косами тощо. Тому органічний світ та осади більш автономні, не зазнають такого впливу відкритого моря, як затоки. Існують численні переходи від затоки до лагуни та континентального приморського озера.

## Галерея

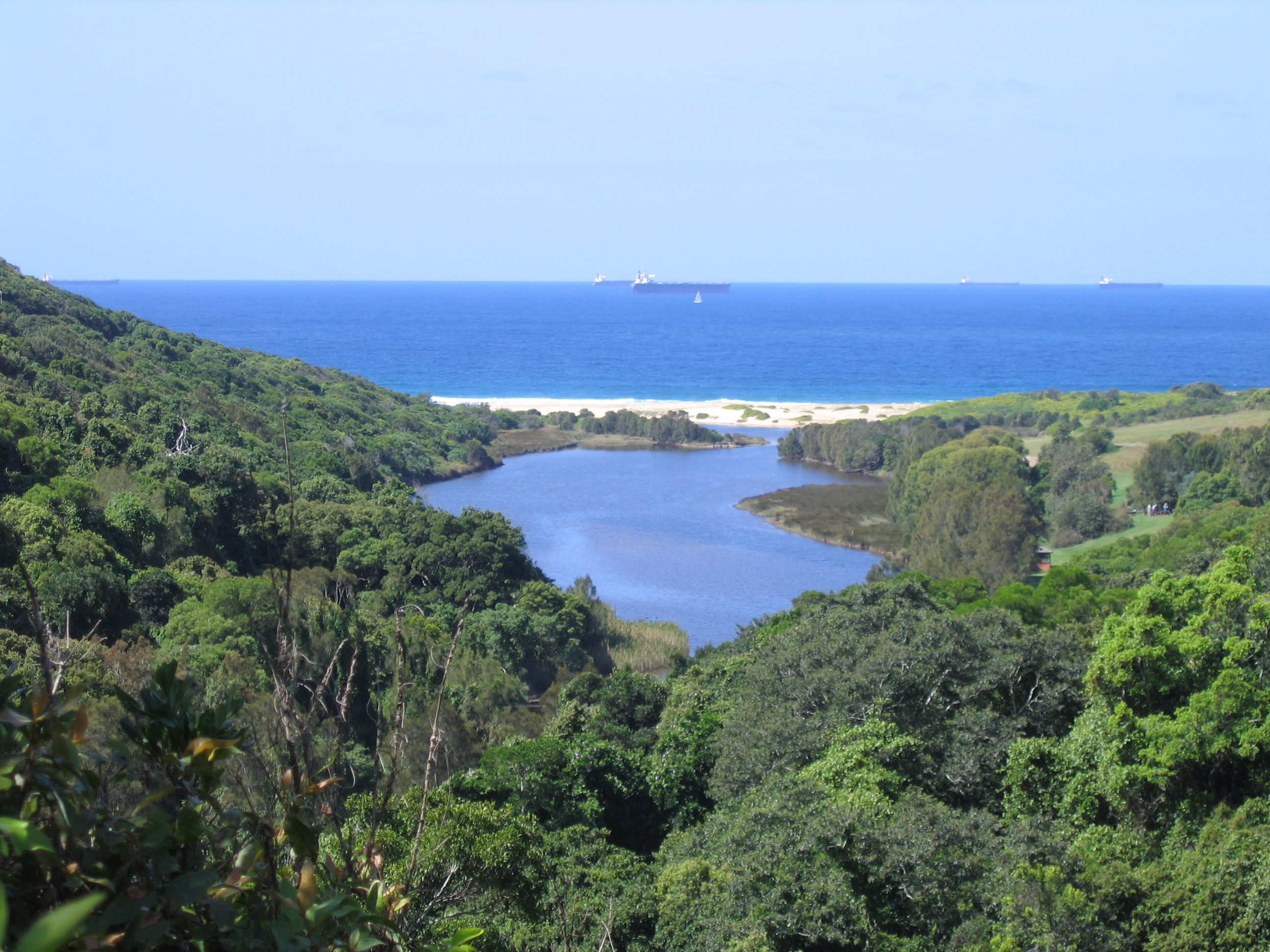
Лагуна Глінрок. Австралія
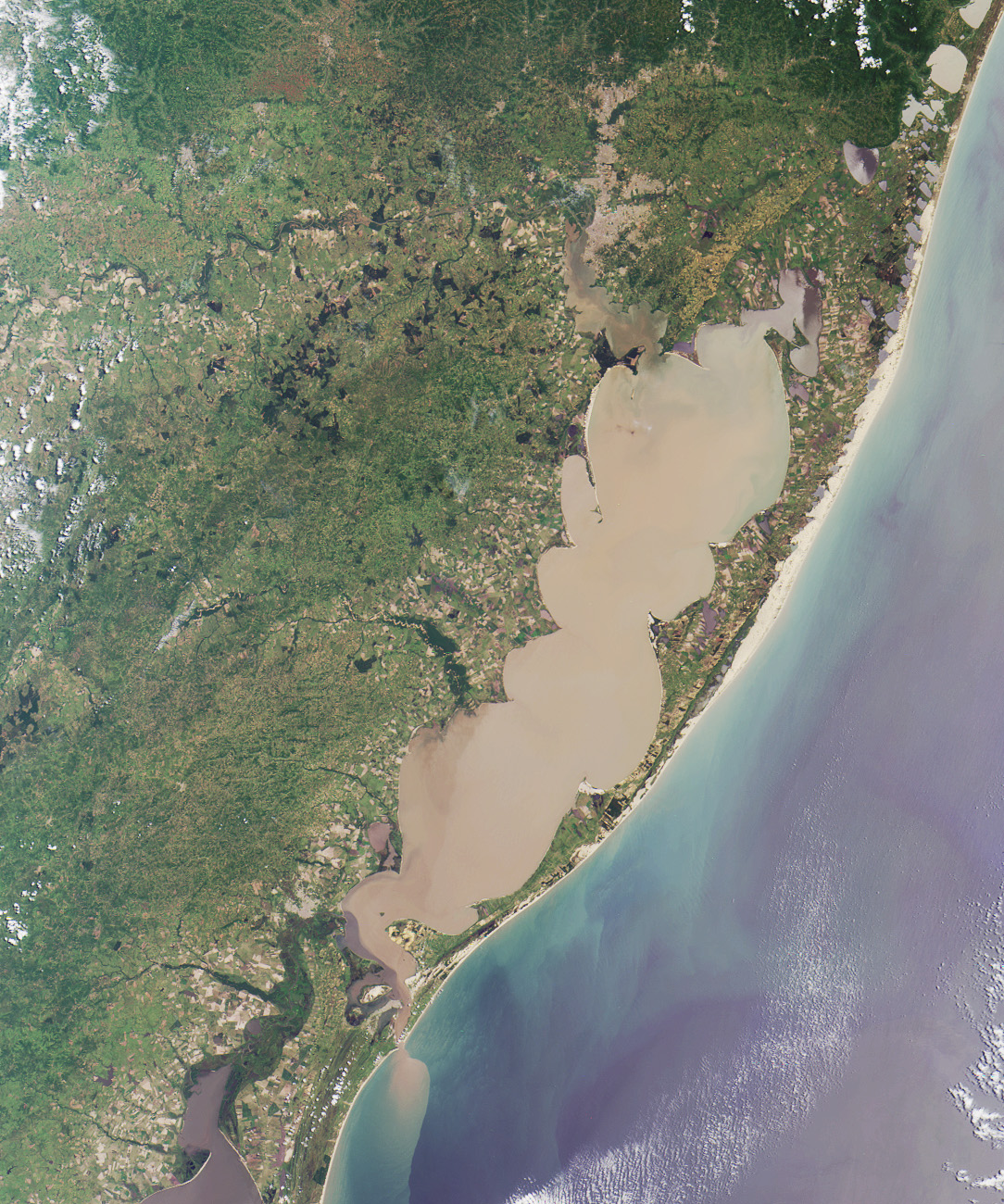
Патус (озеро), Бразилія
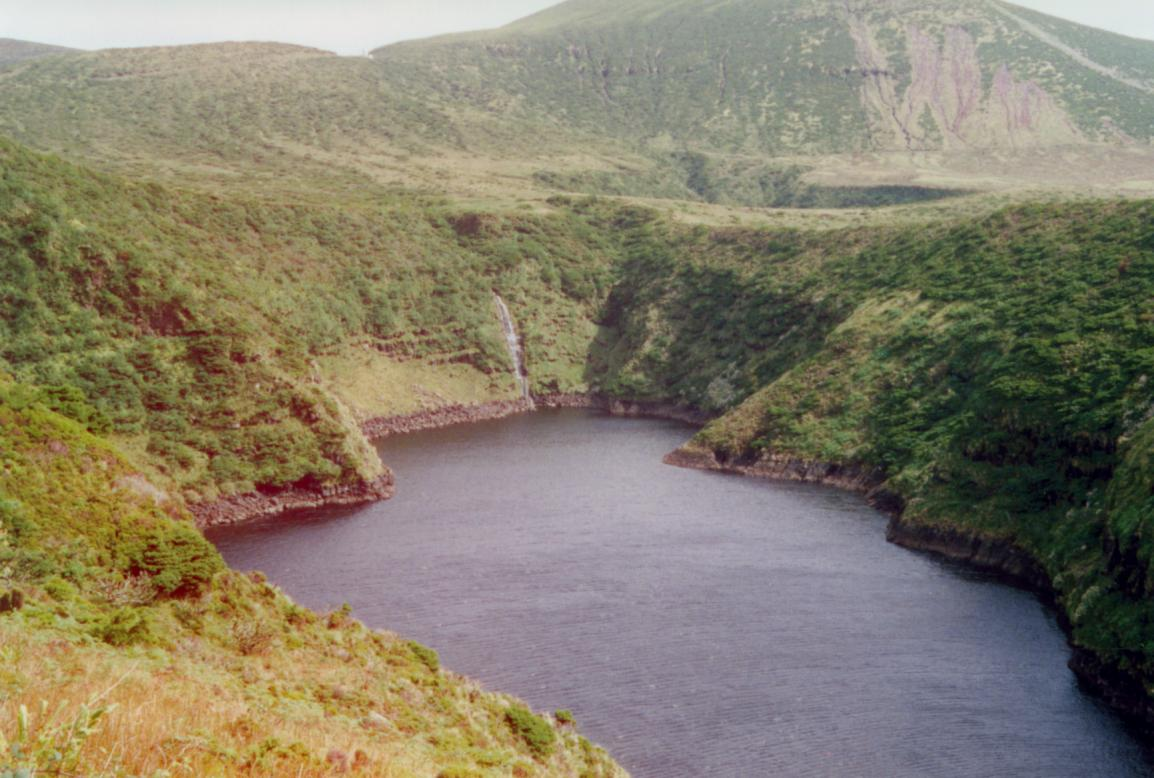
Лагуна Кумпрайда, Азорські острови.
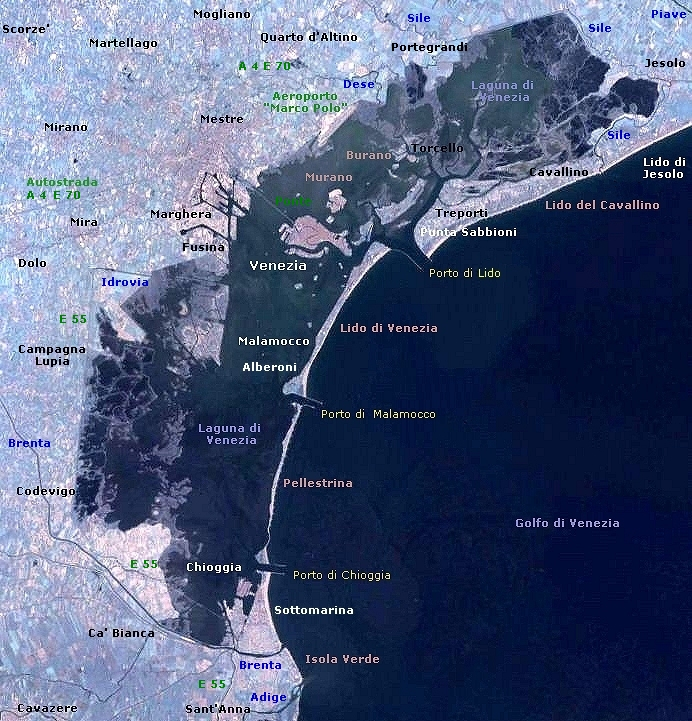
Венеційська лагуна. Світлина Landsat 1
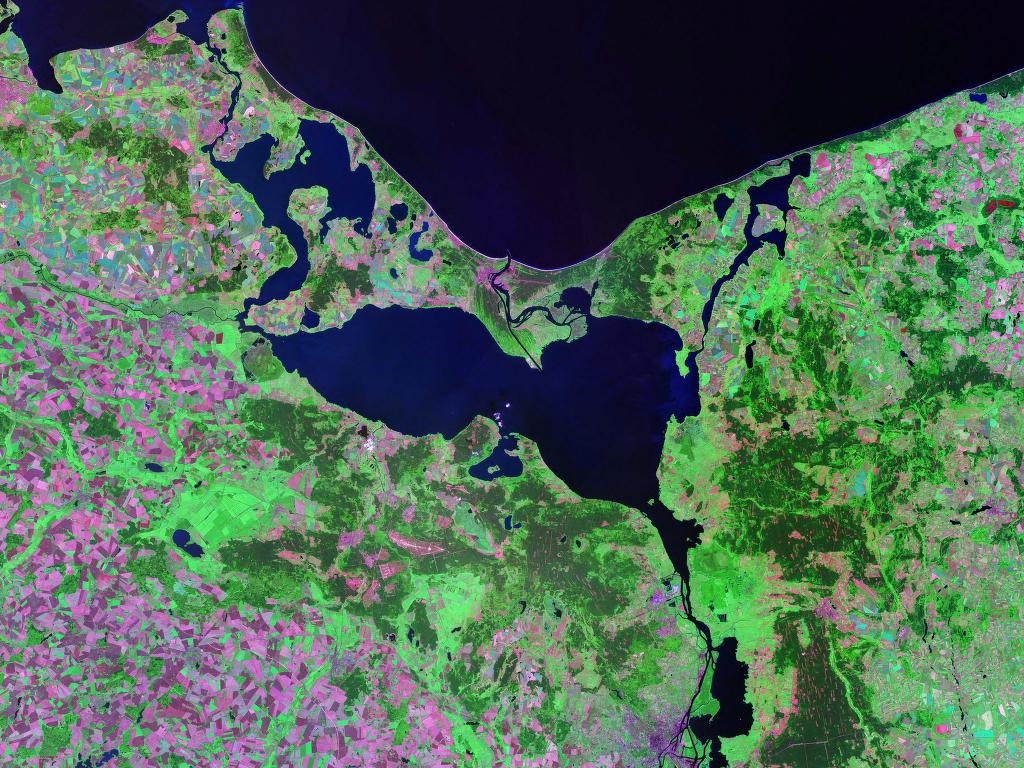
Щецинська затока. Світлина Landsat c. 2000.
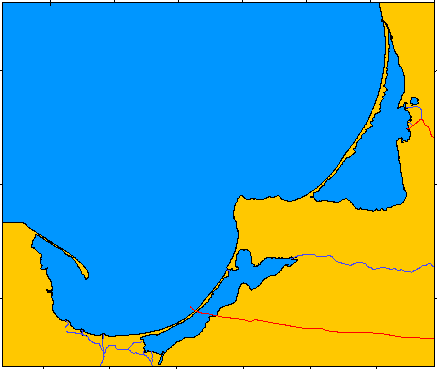
Віслинська коса і Куршська коса. Балтійське море.
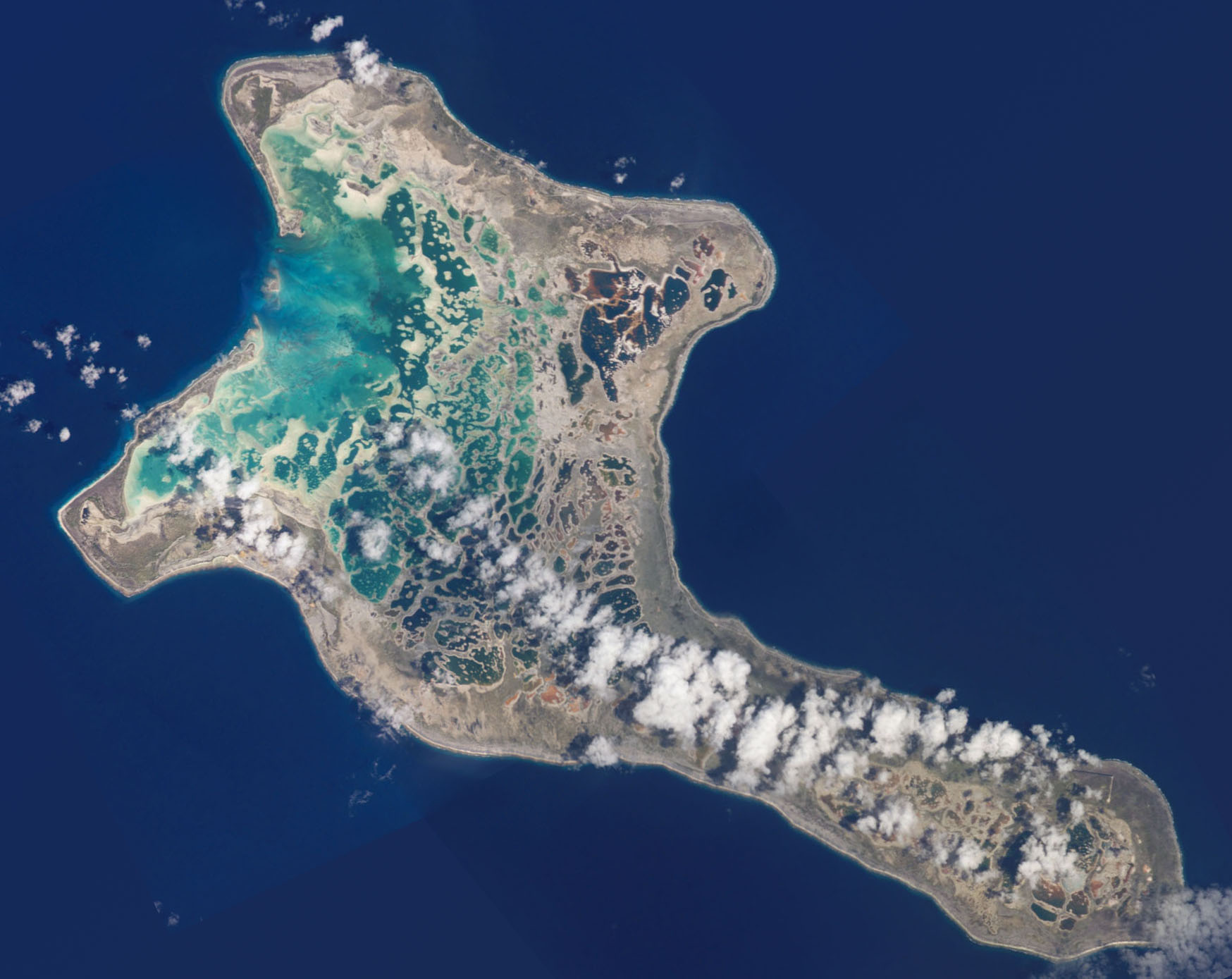
Лагуна в ареалі атола Кіритіматі.
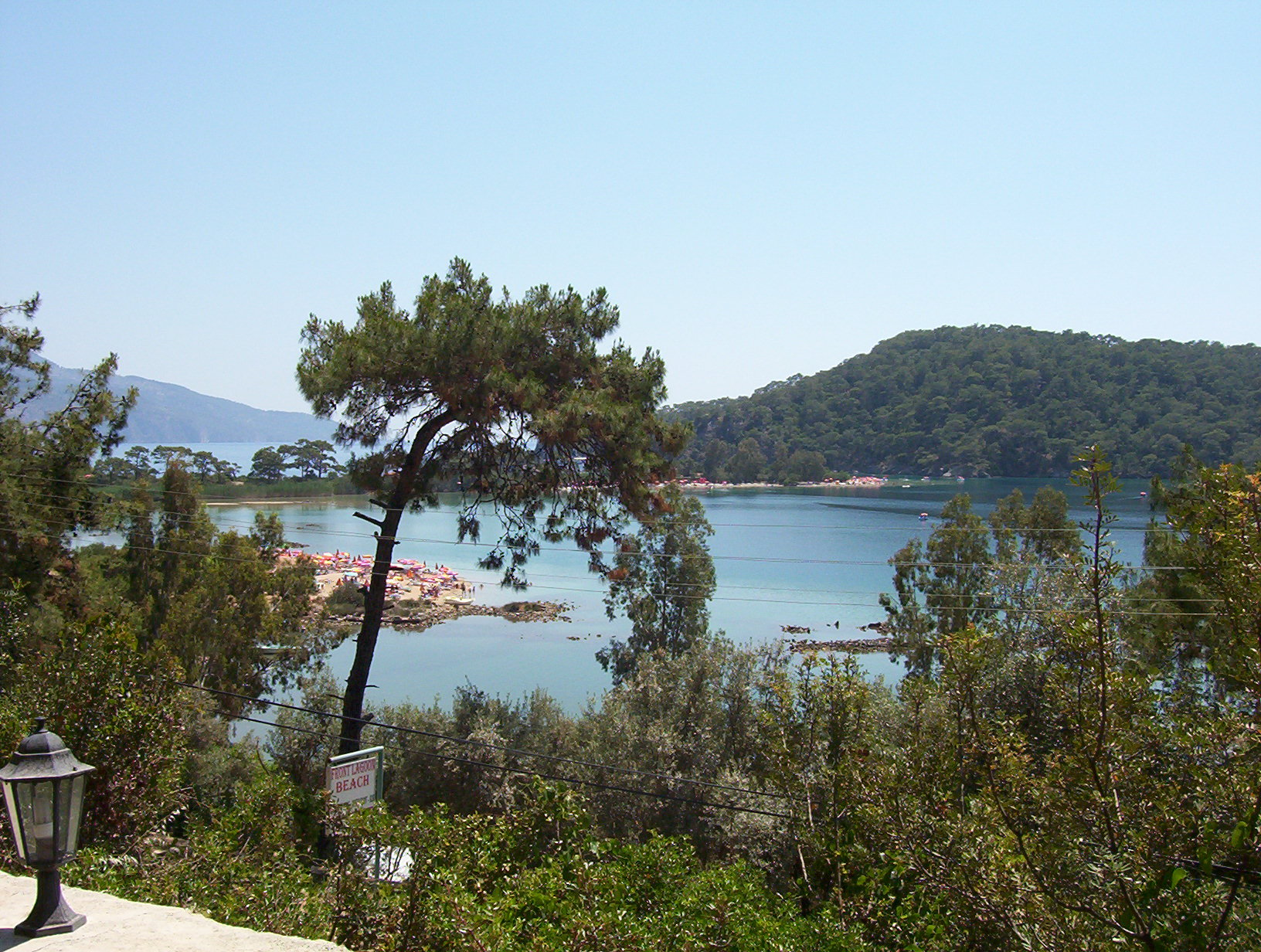
Блакитна лагуна, Олюденіз, Туреччина